# Brigid Brophy
Brigid Brophy   (Ealing, 12 de juny de 1929 - Louth, 7 d'agost de 1995) va ser una novel·lista, crítica i activista anglesa. D'ideologia feminista i pacifista, va destacar-se per les seves opinions a favor dels drets dels animals, de reformes socials i en contra de la Guerra del Vietnam i de l'educació religiosa. Gran part de la seva obra gira entorn de l'erotisme i l'estudi psicoanalític.
Se la reconeix com una pionera del Moviment d'alliberament animal en el seu país. Va ser una de les firmants del Manifest humanista.

## Obres destacades

### Novel·les
- Hackenfeller's Ape (1953)
- Flesh (1962)
- In Transit (1969)
- Palace Without Chairs (1978)

### Assaig
- Black Ship to Hell (1962), estudi psicoanalític de l'agressivitat humana
- Mozart the Dramatist (1964)
- Black and White: A Portrait of Aubrey Beardsley (1968)
- Don't Never Forget (1966), col·lecció d'articles
- Baroque'n' Roll (1987), autobiografia